# Малый комментарий

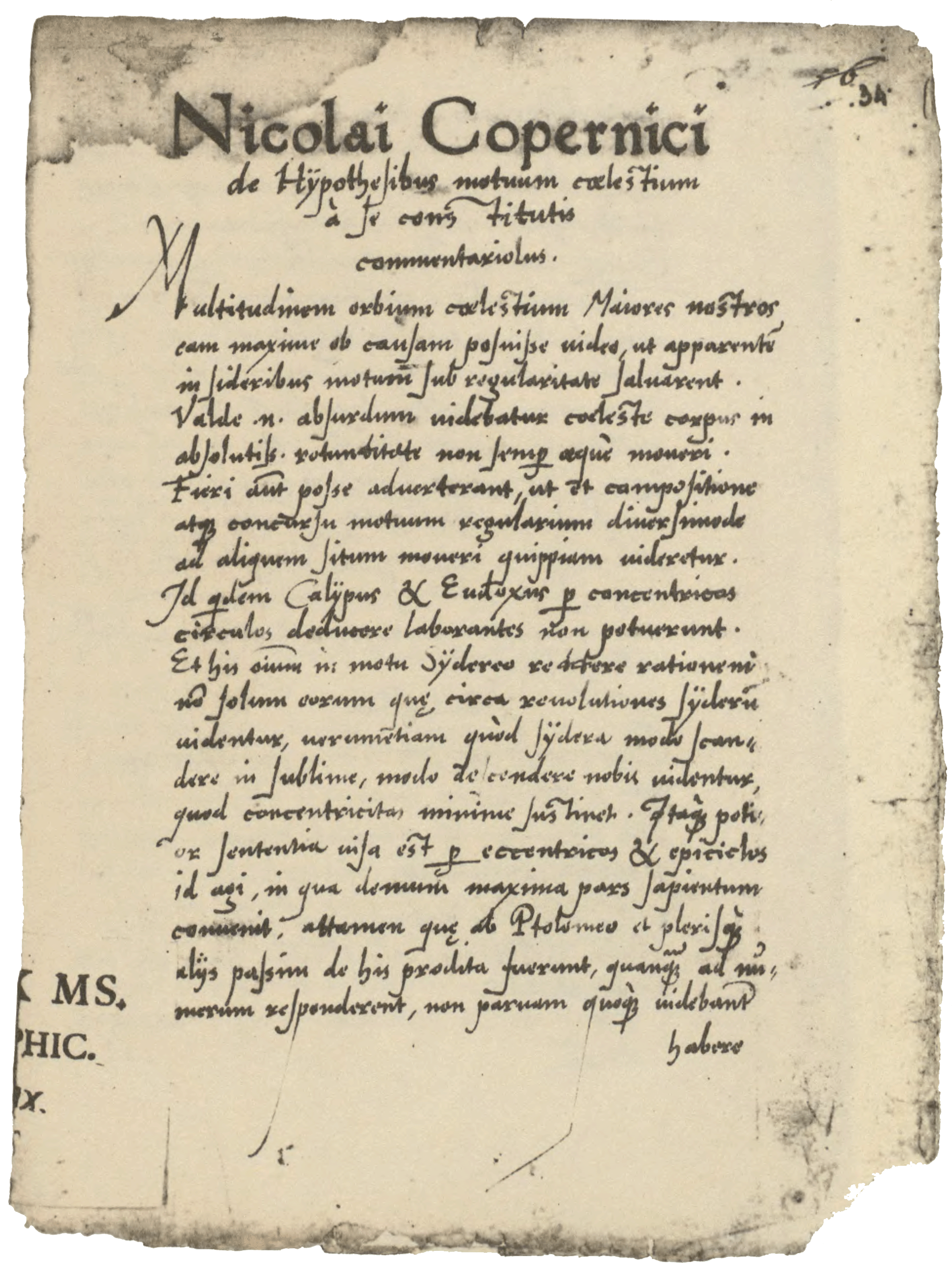
Лист 34 рукописи. Австрийская Национальная библиотека

«Малый комментарий о гипотезах, относящихся к небесным движениям» (лат. Nicolai Copernici de hypothesibus motuum coelestium a se constitutis commentariolus, часто кратко называется «Commentariolus») — сочинение польского астронома Николая Коперника объёмом 40 страниц, написанное около 1514 года и содержащее первые наброски гелиоцентрической системы мира. Развёрнутую версию своей теории, положившую начало коперниканской революции в науке, Коперник изложил в своём главном труде «О вращении небесных сфер», опубликованном в 1543 году.

## История
Коперник написал «Малый комментарий» приблизительно в 1514 году и разослал копии труда своим друзьям и коллегам. Этот труд не был напечатан при жизни Коперника, но получил известность в научном и церковном сообществах XVI века. В 1533 году немецкий теолог и гуманист Иоганн Альбрехт Видманштеттер выступил в Риме с циклом лекций о теории Коперника, описанной в «Малом комментарии». Эти лекции посетили папа Климент VII и несколько католических кардиналов, которые проявили интерес к теории Коперника. 1 ноября 1536 года архиепископ Капуи Николаус фон Шенберг написал письмо Копернику с просьбой прислать копию его труда «в кратчайшие сроки».
Копии «Малого комментария» распространялись некоторое время после смерти Коперника, но впоследствии этот труд был забыт и оставался в забвении до второй половины XIX века, когда были обнаружены его рукописные копии.

## Содержание труда
В «Малом комментарии» Коперник изложил семь постулатов относительно своего видения устройства мироздания:
1. Не все небесные тела вращаются вокруг одной точки;
2. Центр Земли является центром орбиты Луны вокруг Земли;
3. Все сферы планет вращаются вокруг Солнца, которое находится недалеко от центра Вселенной;
4. Расстояние между Землёй и Солнцем незначительно по отношению к расстоянию от Земли и Солнца до звёзд, поскольку мы не наблюдаем годичный параллакс звёзд;
5. Звезды неподвижны, а их видимое движение вызвано суточным вращением Земли;
6. Земля вращается в сфере вокруг Солнца, в результате чего наблюдается кажущееся движение Солнца; Земля совершает не одно движение;
7. Движение Земли по орбите вокруг Солнца является причиной кажущегося обратного направления движения планет.